# Arenas (Cidra)
Arenas es un barrio ubicado en el municipio de Cidra en el Estado Libre Asociado de Puerto Rico. En el Censo de 2010 tenía una población de 5341 habitantes ( 2019) y una densidad poblacional de 757,24 personas por km².

## Geografía
Arenas se encuentra ubicado en las coordenadas 18°9′58″N 66°8′32″O / 18.16611, -66.14222. Según la Oficina del Censo de los Estados Unidos, Arenas tiene una superficie total de 8.09 km², de la cual 8.02 km² corresponden a tierra firme y (0.77%) 0.06 km² es agua.

## Demografía
Según el censo de 2010, había 6123 personas residiendo en Arenas. La densidad de población era de 757,24 hab./km². De los 6123 habitantes, Arenas estaba compuesto por el 78.78% blancos, el 6.91% eran afroamericanos, el 0.38% eran amerindios, el 10.75% eran de otras razas y el 3.18% pertenecían a dos o más razas. Del total de la población el 99.76% eran hispanos o latinos de cualquier raza.